# Ilse Kaschube
Ilse Kaschube, född den 24 juni 1953 i Altentreptow, Tyskland, är en östtysk kanotist.
Hon tog OS-silver i K-2 500 meter i samband med de olympiska kanottävlingarna 1972 i München.